# Disincanto (serie animata)
Disincanto (Disenchantment) è una serie animata statunitense ideata da Matt Groening, già creatore de I Simpson e di Futurama. La serie viene pubblicata su Netflix a partire dal 17 agosto 2018.

## Trama
La serie racconta le avventure della Principessa Tiabeanie, più brevemente Bean: principessa reale del medievaleggiante regno di Dreamland. Bean, nonostante il suo rango, preferisce passare le sue giornate bevendo ai pub e vivendo di scorribande in giro per il regno. Nelle sue scorribande, Bean è accompagnata da un elfo di nome Elfo e da un demone di nome Luci, che sono i suoi due migliori amici.
La spensierata vita dei tre protagonisti conosce bruschi cambiamenti quando si ritroveranno in situazioni più grandi di loro e alle quali non potranno sottrarsi.

## Episodi
| Codice | Stagione         | Parte | Episodi | Pubblicazione USA | Pubblicazione Italia |
| ------ | ---------------- | ----- | ------- | ----------------- | -------------------- |
| 1DNT   | Prima stagione   | 1     | 10      | 2018              | 2018                 |
| 1DNT   | Prima stagione   | 2     | 10      | 2019              | 2019                 |
| 2DNT   | Seconda stagione | 3     | 10      | 2021              | 2021                 |
| 2DNT   | Seconda stagione | 4     | 10      | 2022              | 2022                 |
| 3DNT   | Terza stagione   | 5     | 10      | 2023              | 2023                 |

## Personaggi e doppiatori
- Principessa "Bean" Tiabeanie (stagioni 1-5), doppiata in originale da Abbi Jacobson e in italiano da Rossa Caputo.
La protagonista della serie è una principessa diciannovenne che passa gran parte delle sue giornate ad ubriacarsi con i suoi amici, spesso mettendosi nei guai. Ha un rapporto brusco col padre Zøg, e sente la mancanza di sua madre, trasformatasi in pietra quando aveva solo 4 anni.
- Elfo (stagioni 1-5), doppiato in originale da Nat Faxon e in italiano da Edoardo Stoppacciaro.
Un elfo ingenuo e ottimista che odia il suo mondo degli Elfi e va a Dreamland. Ha una cotta per Bean. Dopo aver lasciato Elfwood, si ritrova catapultato in un nuovo mondo, di cui non conosce niente e nessuno. Cerca in più occasioni di dire a Bean quello che prova per lei, ma il tutto è rovinato da Luci, che si diverte a prenderlo in giro e a sminuirlo davanti a tutti.
- Luci (stagioni 1-5), doppiato in originale da Eric Andre e in italiano da Alessandro Quarta.
Il demone personale di Bean, a differenza di molti altri esemplari della sua specie, non ha le ali dato che è un sub-demone: un demone di basso livello. È immune al fuoco. Nonostante si presenti come un cinico insensibile, si affeziona a Bean e ad Elfo, e a causa di ciò perde l’immortalità.
- Re Zøg (stagioni 1-5), doppiato in originale da John DiMaggio e in italiano da Stefano Thermes.
L'arrogante sovrano di Dreamland e padre di Bean. È un re tirannico che pensa solo al suo piacere e non al bene del suo regno, odia essere criticato, dato che fa giustiziare chiunque provi a rivolgergli una critica, ha rapporti bruschi con entrambi i suoi figli, tuttavia a volte dimostra anche di avere un grande cuore.
- Regina Oona (stagioni 1-5), doppiata in originale da Tress MacNeille e in italiano da Francesca Guadagno.
Dopo la morte di Dagmar diventa la seconda moglie di Zøg, da cui però divorzierà. Durante il loro matrimonio nasce Derek, erede al trono. È un anfibio di colore verde-acqua, il suo matrimonio con Zøg è nato per stipulare un'alleanza.
- Derek (stagioni 1-5), doppiato in originale da Tress MacNeille e in italiano da Francesca Guadagno.
Figlioletto di Re Zog e Regina Oona, erede al trono di Dreamland. È un bambino molto pauroso e ingenuo e passa la giornata a giocare con le sue bambole.
- Regina Dagmar (stagioni 1-5), doppiata in originale da Sharon Horgan, in italiano da Roberta Pellini.
È la defunta madre di Bean, con cui aveva un rapporto speciale. Viene riportata in vita e successivamente diventa la principale antagonista della serie.

## Produzione e trasmissione
Inizialmente era stata ordinata una stagione suddivisa in due parti da 10 episodi l'una: i 10 episodi della prima parte sono stati pubblicati il 17 agosto 2018, mentre i 10 episodi della seconda parte sono stati pubblicati il 20 settembre 2019. 
Il 22 ottobre 2018 la serie viene rinnovata per una seconda stagione, anch'essa suddivisa in due parti da 10 episodi l'una: i 10 episodi della terza parte sono stati pubblicati il 15 gennaio 2021, mentre i 10 episodi della quarta parte sono stati pubblicati il 9 febbraio 2022. 
In origine la terza parte era stata annunciata per il 2020 (con la quarta parte che doveva arrivare nel 2021). Tuttavia la produzione della seconda stagione aveva subito rallentamenti a causa della pandemia di COVID-19. Di conseguenza la pubblicazione della terza parte è stata posticipata e la produzione delle parti spostate in avanti di un anno.
Il 1º agosto 2023, con un teaser trailer, viene annunciato che la quinta parte, composta da 10 episodi, sarà l'ultima e verrà pubblicata su Netflix il 1º settembre 2023.

## Accoglienza
Rispetto alle precedenti creazioni di Groening, Disincanto ottenne pareri contrastanti da parte della critica. Forbes la definì una serie «affascinante, unica ed eccellente», mentre Entertainment Weekly, Den of Geek e The Hollywood Reporter la descrissero, rispettivamente, come «un episodio allungato di La paura fa novanta», «niente affatto divertente», «una diversione con occasionali risate in cui nessun episodio esclama "Ecco, questa è la serie speciale che Disincanto vuole essere"». Altrettanto tiepido fu il New Yorker: «le scene sono veloci e rapide, eppure gli episodi, visti in sequenza, sono lunghi e spesso lenti».
Alan Sepinwall, su Rolling Stone, bocciò la serie scrivendo che: «gli episodi funzionano meglio quando si concentrano sull'azione piuttosto che sulle battute». Andrea Fiamma, su Fumettologica, paragonò Disincanto a due serie create dagli autori dello show, Futurama e Mission Hill, affermando che rispetto a quest'ultime la costruzione del mondo in cui vivono i personaggi è generico e senza inventiva e che «la comicità è poca e spompatissima, troppo silenzio riempie il tempo tra una battuta (che vorrebbe essere) divertente e l’altra». Meno severo, e più ottimista, fu il Guardian, su cui Stuart Heritage si espresse dicendo che «la prima tornata di episodi è buona, trattiamola come un esercizio di depurazione. Presto gli autori inizieranno a scrivere per il cast, i personaggi risalteranno e lo show perderà la compulsione di usare sempre le stesse gag, diventando qualcosa di speciale. C'è una promessa in Disincanto ma bisogna aspettare che si realizzi».
Su Rotten Tomatoes la prima stagione della serie ha un indice di gradimento del 65%, con un voto medio di 6,30 su 10, basato su 51 recensioni. Il commento del sito recita: «Disincanto mostra abbastanza umorismo tipico di Matt Groening per soddisfare i fan - anche se la familiarità complessiva e la deludente disponibilità dello show a giocare sul sicuro potrebbero non essere di buon auspicio per le stagioni future». Su Metacritic, invece ha un punteggio di 55 su 100, basato su 26 recensioni.